# 1. FUTSAL liga 2021/2022
V soubojích 30. ročníku 1. české futsalové ligy 2021/22 (oficiálním názvem 1. FUTSAL liga) se utkalo v základní části 12 týmů dvoukolovým systémem. Po 22 kolech sestoupily celky Žabinští Vlci Brno a SK Dynamo PCO České Budějovice, prvních osm klubů postoupilo do vyřazovací části. Tam se hrálo na tři vítězné zápasy. Ve finálové sérii zvítězil tým FK Chrudim, který ve čtyřech zápasech porazil SK Interobal Plzeň.

## Haly a umístění
| Tým                         | Hala                              | Kapacita |
| --------------------------- | --------------------------------- | -------- |
| SK Interobal Plzeň          | Sportovní hala Lokomotiva         | 1500     |
| FK Chrudim                  | Sportovní hala Města Chrudim      | 720      |
| Svarog FC Teplice           | Sportovní hala Teplice            | 850      |
| AC Sparta Praha 17          | SC Řepy                           | 400      |
| SK Slavia Praha             | Sportovní hala Eden               | 1000     |
| Helas Brno                  | Sportovní hala Vodova             | 3500     |
| FTZS Liberec                | Dukla Liberec                     | 1200     |
| SK Olympik Mělník           | Sportovní hala Mělník             | 280      |
| Dynamo PCO České Budějovice | Lokomotiva České Budějovice       | 200      |
| Žabinští Vlci Brno          | Sportovní hala Bohunice           | 300      |
| FC Rapid Ústí nad Labem     | Sportcentrum Sluneta              | 1200     |
| Démoni Česká Lípa           | Městská sportovní hala Česká Lípa | 400      |

## Ligová tabulka
| Poř. | Tým                         | Z  | V  | R | P  | VG  | OG  | B  |
| ---- | --------------------------- | -- | -- | - | -- | --- | --- | -- |
| 1.   | FK Chrudim                  | 22 | 20 | 1 | 1  | 165 | 18  | 61 |
| 2.   | SK Interobal Plzeň          | 22 | 18 | 1 | 3  | 133 | 41  | 55 |
| 3.   | Svarog FC Teplice           | 22 | 17 | 3 | 2  | 127 | 51  | 54 |
| 4.   | SK Slavia Praha             | 22 | 15 | 1 | 6  | 108 | 40  | 46 |
| 5.   | AC Sparta Praha 17          | 22 | 12 | 0 | 10 | 84  | 84  | 36 |
| 6.   | Helas Brno                  | 22 | 10 | 2 | 10 | 72  | 85  | 32 |
| 7.   | FTZS Liberec                | 22 | 9  | 1 | 12 | 68  | 90  | 28 |
| 8.   | SK Olympik Mělník           | 22 | 8  | 2 | 12 | 70  | 107 | 26 |
| 9.   | Démoni Česká Lípa           | 22 | 5  | 1 | 16 | 52  | 106 | 16 |
| 10.  | FC Rapid Ústí nad Labem     | 22 | 5  | 1 | 16 | 45  | 122 | 16 |
| 11.  | Žabinští Vlci Brno          | 22 | 4  | 1 | 17 | 50  | 134 | 13 |
| 12.  | Dynamo PCO České Budějovice | 22 | 1  | 2 | 19 | 48  | 144 | 5  |

Poznámky
- Z = Odehrané zápasy; V = Vítězství; R = Remízy; P = Prohry; VG = Vstřelené góly; OG = Obdržené góly; B = Body

|  | Postup do vyřazovací části soutěže          |
|  | Tým se nepřihlásil do následujícího ročníku |
|  | Sestup do příslušné skupiny 2. ligy         |

### Hráčské statistiky

#### Góly
| Poř. | Hráč           | Tým                | Gól |
| ---- | -------------- | ------------------ | --- |
| 1.   | Pavel Drozd    | FK Chrudim         | 36  |
| 2.   | Michal Seidler | SK Interobal Plzeň | 32  |
| 3.   | Adriano        | Svarog FC Teplice  | 29  |
| 4.   | David Drozd    | FK Chrudim         | 22  |
| 5.   | Felipinho      | Svarog FC Teplice  | 21  |

#### Asistence
| Poř. | Hráč           | Tým                | Gól |
| ---- | -------------- | ------------------ | --- |
| 1.   | David Drozd    | FK Chrudim         | 32  |
| 2.   | Tomáš Koudeka  | FK Chrudim         | 29  |
| 3.   | Michal Holý    | SK Interobal Plzeň | 21  |
| 4.   | Éverton        | FK Chrudim         | 20  |
| 4.   | Michal Seidler | SK Interobal Plzeň | 20  |
| 4.   | Diece          | Svarog FC Teplice  | 20  |

## Vyřazovací část

### Pavouk
|  | Čtvrtfinále | Čtvrtfinále        | Čtvrtfinále |                    |   | Semifinále         | Semifinále | Semifinále |  |  | Finále | Finále     | Finále |
|  |             |                    |             |                    |   |                    |            |            |  |  |        |            |        |
|  | 1           | FK Chrudim         | 3           |                    |   |                    |            |            |  |  |        |            |        |
|  | 8           | SK Olympik Mělník  | 0           |                    |   |                    |            |            |  |  |        |            |        |
|  | 8           | SK Olympik Mělník  | 0           |                    | 1 | FK Chrudim         | 3          |            |  |  |        |            |        |
|  |             |                    |             |                    | 1 | FK Chrudim         | 3          |            |  |  |        |            |        |
|  |             |                    | 5           | SK Slavia Praha    | 1 |                    |            |            |  |  |        |            |        |
|  | 4           | SK Slavia Praha    | 5           | SK Slavia Praha    | 1 | 3                  |            |            |  |  |        |            |        |
|  | 4           | SK Slavia Praha    |             |                    |   | 3                  |            |            |  |  |        |            |        |
|  | 5           | AC Sparta Praha 17 | 0           |                    |   |                    |            |            |  |  |        |            |        |
|  |             |                    |             |                    |   |                    |            |            |  |  | 1      | FK Chrudim | 3      |
|  |             |                    | 2           | SK Interobal Plzeň | 1 |                    |            |            |  |  |        |            |        |
|  | 2           | SK Interobal Plzeň | 3           |                    |   |                    |            |            |  |  |        |            |        |
|  | 7           | FTZS Liberec       | 0           |                    |   |                    |            |            |  |  |        |            |        |
|  | 7           | FTZS Liberec       | 0           |                    | 2 | SK Interobal Plzeň | 3          |            |  |  |        |            |        |
|  |             |                    |             |                    | 2 | SK Interobal Plzeň | 3          |            |  |  |        |            |        |
|  |             |                    | 3           | Svarog FC Teplice  | 2 |                    |            |            |  |  |        |            |        |
|  | 3           | Svarog FC Teplice  | 3           | Svarog FC Teplice  | 2 | 3                  |            |            |  |  |        |            |        |
|  | 3           | Svarog FC Teplice  |             |                    |   | 3                  |            |            |  |  |        |            |        |
|  | 6           | Helas Brno         | 0           |                    |   |                    |            |            |  |  |        |            |        |

### Čtvrtfinále
| Tým A              | Výsledek série | Tým B              | Výsledky jednotlivých zápasů |
| ------------------ | -------------- | ------------------ | ---------------------------- |
| FK Chrudim         | 3:0            | SK Olympik Mělník  | 11:1, 7:2, 14:0              |
| SK Slavia Praha    | 3:0            | AC Sparta Praha 17 | 4:3 pp., 7:4, 3:2            |
| SK Interobal Plzeň | 3:0            | FTZS Liberec       | 8:1, 5:0, 10:2               |
| Svarog FC Teplice  | 3:0            | Helas Brno         | 3:2, 6:1, 6:4                |

### Semifinále
| Tým A              | Výsledek série | Tým B             | Výsledky jednotlivých zápasů    |
| ------------------ | -------------- | ----------------- | ------------------------------- |
| FK Chrudim         | 3:1            | SK Slavia Praha   | 3:0, 2:5, 7:1, 1:0              |
| SK Interobal Plzeň | 3:2            | Svarog FC Teplice | 0:2, 4:2, 3:2 pp., 6:5 pp., 6:4 |

### Finále
| Tým A      | Výsledek série | Tým B              | Výsledky jednotlivých zápasů |
| ---------- | -------------- | ------------------ | ---------------------------- |
| FK Chrudim | 3:1            | SK Interobal Plzeň | 3:2, 0:2, 3:1 pp., 3:2 pp.   |

### Hráčské statistiky

#### Góly
| Poř. | Hráč           | Tým                | Gól |
| ---- | -------------- | ------------------ | --- |
| 1.   | Michal Seidler | SK Interobal Plzeň | 15  |
| 2.   | Adriano        | Svarog FC Teplice  | 10  |
| 3.   | Lukáš Rešetár  | SK Interobal Plzeň | 9   |
| 3.   | Michal Holý    | SK Interobal Plzeň | 9   |
| 5.   | 5 hráčů        | 5 hráčů            | 7   |

#### Asistence
| Poř. | Hráč           | Tým                | Gól |
| ---- | -------------- | ------------------ | --- |
| 1.   | Michal Holý    | SK Interobal Plzeň | 10  |
| 2.   | Torres         | FK Chrudim         | 8   |
| 3.   | Dudu           | FK Chrudim         | 6   |
| 3.   | Adriano        | Svarog FC Teplice  | 6   |
| 5.   | Diece          | Svarog FC Teplice  | 6   |
| 5.   | Éverton        | FK Chrudim         | 6   |
| 5.   | Michal Seidler | SK Interobal Plzeň | 6   |